# Katedrála Narození Panny Marie z Monte Oliveto Maggiore
Katedrála Narození Panny Marie z Monte Oliveto Maggiore je opatský kostel opatství Monte Oliveto Maggiore u Chiusure (obec Asciano, provincie Siena), katedrála stejnojmenného opatství a sídlo farnosti. Je to italská národní památka.

## Dějiny
Katedrála Narození Panny Marie z Monte Oliveto Maggiore byla postavena v letech 1400–1417 jako opatský kostel přilehlého opatství. Nachází se na boční straně budovy opatství, připojené k velkému klášteru. Rozsáhlá budova, která byla slavnostně vysvěcena v roce 1417, byla postavena v italském gotickém slohu s polychromovanými freskami podél stěn lodi a v apsidě.
V letech 1503–1505 zhotovil dřevěný chór Fra Giovanni da Verona.
V roce 1772 byl interiér kostela radikálně restaurován v barokním stylu podle návrhu Giovanniho Antinoriho z Camerina; ačkoli tato restaurátorská práce radikálně změnila vnitřní vzhled kostela, nezměnila jeho strukturu.

## Popis

### Exteriér
Exteriér je v gotickém stylu s odhalenými červenými cihlovými zdmi. Sedlová fasáda má uprostřed dole klenutý portál s malovanou lunetou Madony s dítětem mezi anděly z 15. století. Výše, uprostřed, je kruhové okno s růžicí, které je mírně rozšířené.
Po levé straně kostela je vidět gotické opěrný systém a nad velkými okny otevřenými v 18. století zazděná růžicová okna. V blízkosti apsidy se tyčí vysoká zvonice se zvonicí, která se otevírá ven čtyřmi trojitými okny, po jednom na každé straně. Korunu věže tvoří centrální kuželová věž a čtyři menší jehlancovité věže.
Chór, který je jediným barokním prvkem exteriéru, má osmibokou kopuli s lucernou.

### Interiér

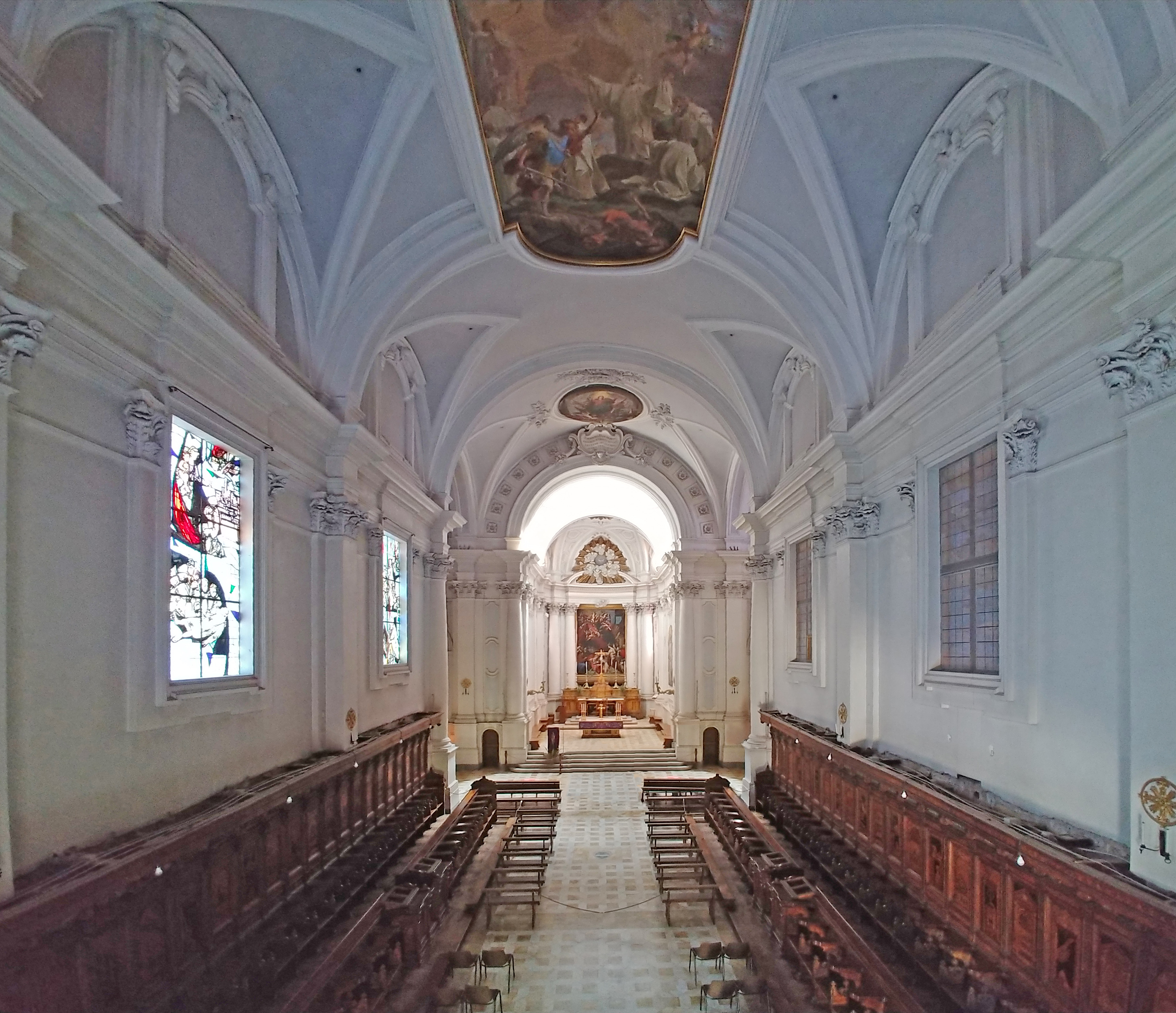
Interiér kostela

Interiér katedrály Narození Panny Marie v Monte Oliveto Maggiore je v barokním stylu a má půdorys latinského kříže.

#### Chrámová loď a chór

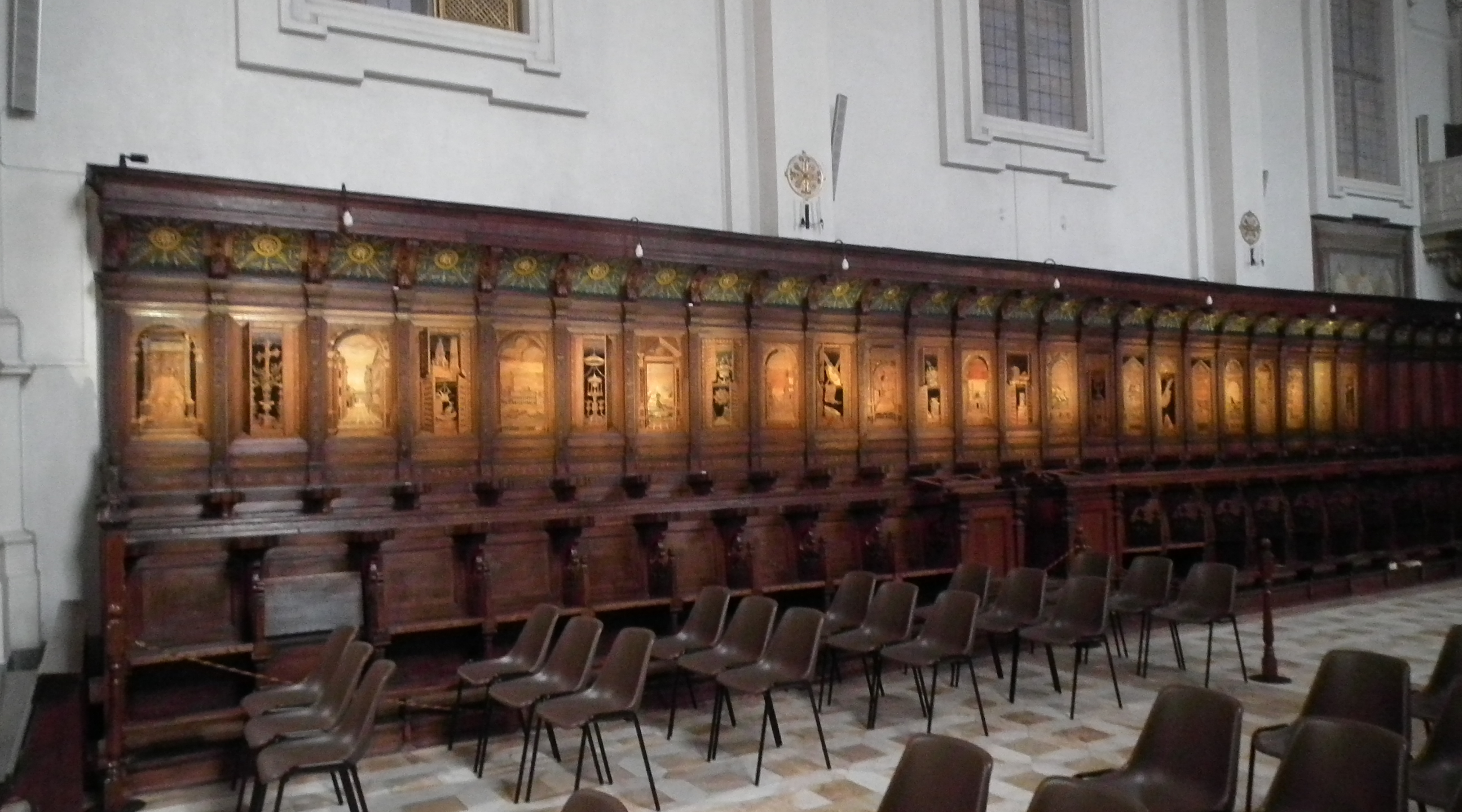
Chór

Velká jednolodní loď, krytá valenou klenbou, je rozdělena na tři pole; podél bočních stěn, protkaných polopilíři s korintskými hlavicemi, je šest obdélníkových oken, tři na každé straně.
V prvním rizalitu, na pravé stěně nad bočním vchodem vyhrazeným pro mnichy, je freska od neznámého autora z 15. století, na níž je vyobrazen Svatý Bernard Tolomei s Patriziem Patrizim a Ambrogiem Piccolominim. Na klenbě je freska s obrazem Vidění zlatých schodů svatého Bernarda Tolomeie od Ermenegilda Costantiniho (1780).
Uvnitř lodi se nachází chórové lavice, které v letech 1503–1505 zhotovil Fra Giovanni da Verona. Skládá se ze 125 dřevěných stánků rozdělených do dvou řad (58 v dolní a 67 v horní). Z nich 48 je vykládaných a představují různé náměty, včetně hudebních nástrojů, krajin, zvířat a různých předmětů.
Uprostřed chóru se nacházel intarzovaný dřevěný řečnický pult, který v roce 1520 zhotovil Fra' Raffaele da Brescia a který byl později přenesen do sakristie.

#### Transept a boční kaple

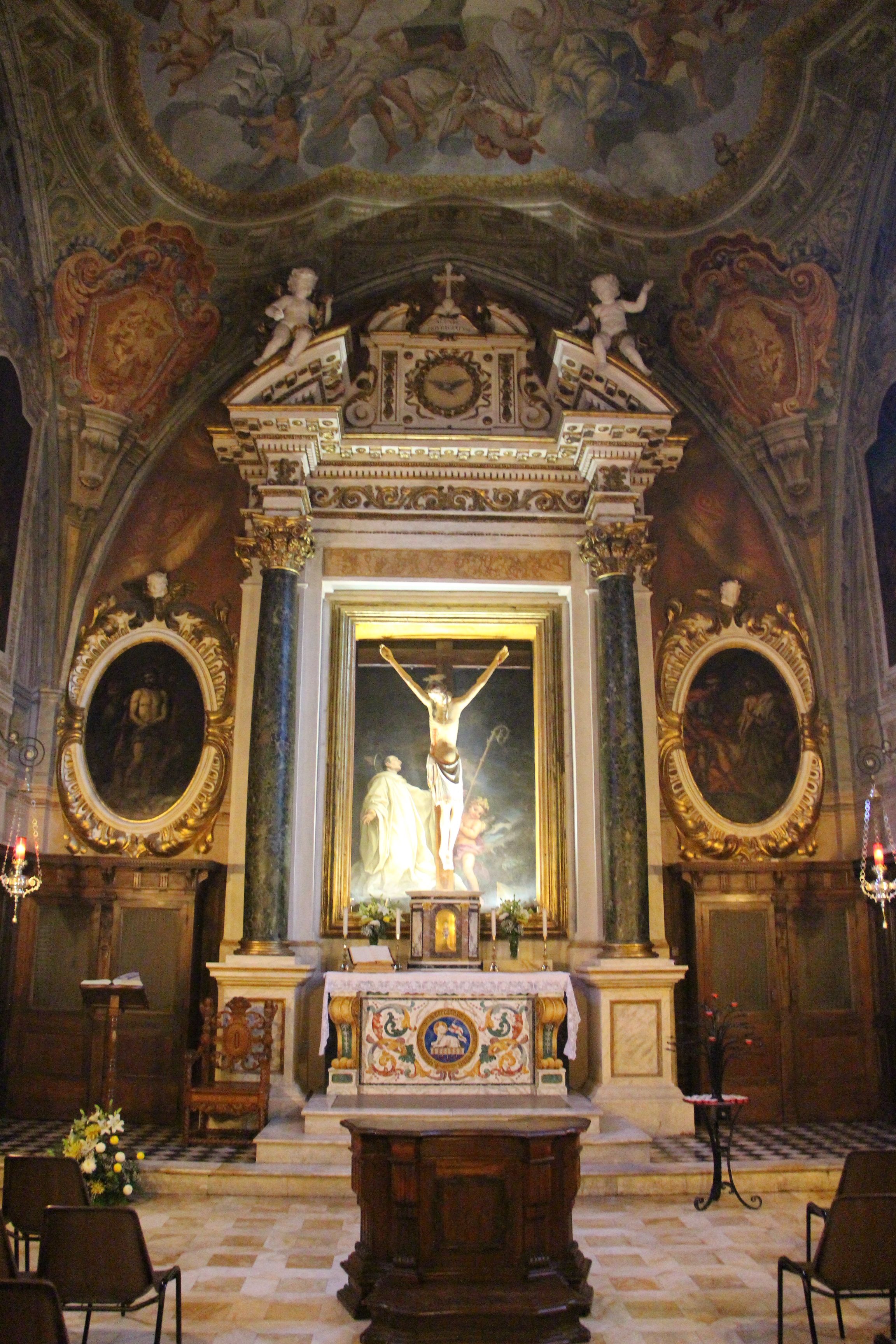
Kaple Nejsvětější svátosti

Příčná loď kostela je rovněž zaklenuta valenou klenbou a spojuje se s hlavní lodí v blízkosti apsidy.
Uprostřed klenby je kruhová malba od Jacopa Ligozziho, která zobrazuje Nanebevzetí Panny Marie (16. století). Po stranách jsou dvě plátna od Francesca Vanniho se Svěcením kostela a Svěcením prvních olivetánských mnichů (16. století).
Po obou stranách apsidy se do transeptu otevírají dvě kaple, obě na čtvercovém půdorysu. Ten vlevo je zasvěcen svatému Benediktovi z Norcie a na oltáři má obraz Sláva svatého Benedikta a svatého Bernarda, který namaloval Fabrizio Cartolari v roce 1773. Naproti tomu kaple vpravo je zasvěcena svaté Františce Římské a na jejím oltáři je obraz z 18. století od neznámého autora Svatá Františka Římská a anděl.
Dveře v zadní stěně levého příčného křídla vedou do kaple Nejsvětější svátosti, která je celá vyzdobena freskami. Na oltáři je vzácné antependium malované v imitaci mramoru s Agnus Dei uprostřed. Nad oltářem se nachází malovaný dřevěný krucifix ze 14. století, který údajně několikrát promluvil k Bernardu Tolomeiovi, a na jeho zadní straně je obraz svatého Bernarda Tolomeie ze 17. století od Raffaela Vanniho.

#### Apsida
Apsida, která se nachází na konci lodi, byla v 18. století kompletně přestavěna. Skládá se ze čtvercové půdorysné části kryté kopulí a půlkruhové půdorysné části, v jejíž zadní části se nachází velký polychromovaný mramorový hlavní oltář s oltářním obrazem Narození Panny Marie od Jacopa Ligozziho, který jej namaloval v roce 1598.
Na pravé stěně apsidy je obraz Svatý Benedikt se zjevuje svatým Francescovi Romanovi a Bernardovi Tolomeiovi, který v roce 1824 namaloval malíř Luigi Boschi.

#### Varhany
Na kůru na protilehlé fasádě jsou umístěny varhany Tamburini opus 702, postavené v roce 1975 s využitím skříně předchozích varhan Agati (19. století), které nahradily varhany postavené v letech 1605–1608 Cesarem Romanim z Cortony. Starobylý nástroj byl v roce 1810 přenesen do kolegiátního kostela Santi Quirico e Giulitta v San Quirico d'Orcia a v klášterním kostele Monte Oliveto nahrazen novými varhanami.
Současný nástroj se smíšeným převodem (mechanickým pro manuály a elektrickým pro rejstříky) má 31 rejstříků a má dvě konzoly.